# Angelo Paggi
Angelo Paggi, nato Mordecai (Siena, 4 maggio 1789 – Firenze, 7 giugno 1867), è stato un ebraista italiano, padre di Felice Paggi. Maestro di cultura ebraica, insegnò l'ebraico a Fausto Lasinio, Giovanni Tortoli e a padre Mauro Ricci.

## Biografia
Svolse per diversi anni l'attività di mercante nella sua città natale. Nel 1829, all'età di 40 anni, abbandonò il commercio ed aprì un istituto israelitico per l'istruzione dei bambini. Fu insegnante ed educatore nello stesso istituto, sviluppando un metodo logico, facile ed ameno insieme. Cambiò nome da Mordecai ad Angelo.
La Comunione israelita lo volle a Firenze, dove il Paggi si trasferì nel 1836 con la moglie e i cinque figli. Insegnò per dieci anni nelle Pie Scuole Israelitiche fiorentine, mentre i figli Alessandro e Felice avviarono nel 1841 una casa editrice. Tra i testi pubblicati vi furono anche le opere del padre, apparse nella collana «Biblioteca Scolastica». Angelo Paggi scrisse inoltre una grammatica e un lessico ebraici per i suoi figli.
Per opera della moglie Benvenuta Bemporad, sorse a Firenze un istituto femminile israelitico, diretto dalle figlie Olimpia ed Ottavia.